# Dobřeň (Suchdol)
Dobřeň (německy Dobrein) je vesnice, část obce Suchdol v okrese Kutná Hora. Nachází se asi dva kilometry jihozápadně od Suchdola. Dobřeň leží v katastrálním území Dobřeň u Kutné Hory o rozloze 6,63 km².

## Historie
První písemná zmínka o vesnici pochází z roku 1310.

## Pamětihodnosti
- Kostel svatého Václava[4]
- Socha svatého Floriána uprostřed návsi[5]
- Památný strom lípa malolistá na návsi u rybníčku[6]

## Fotogalerie

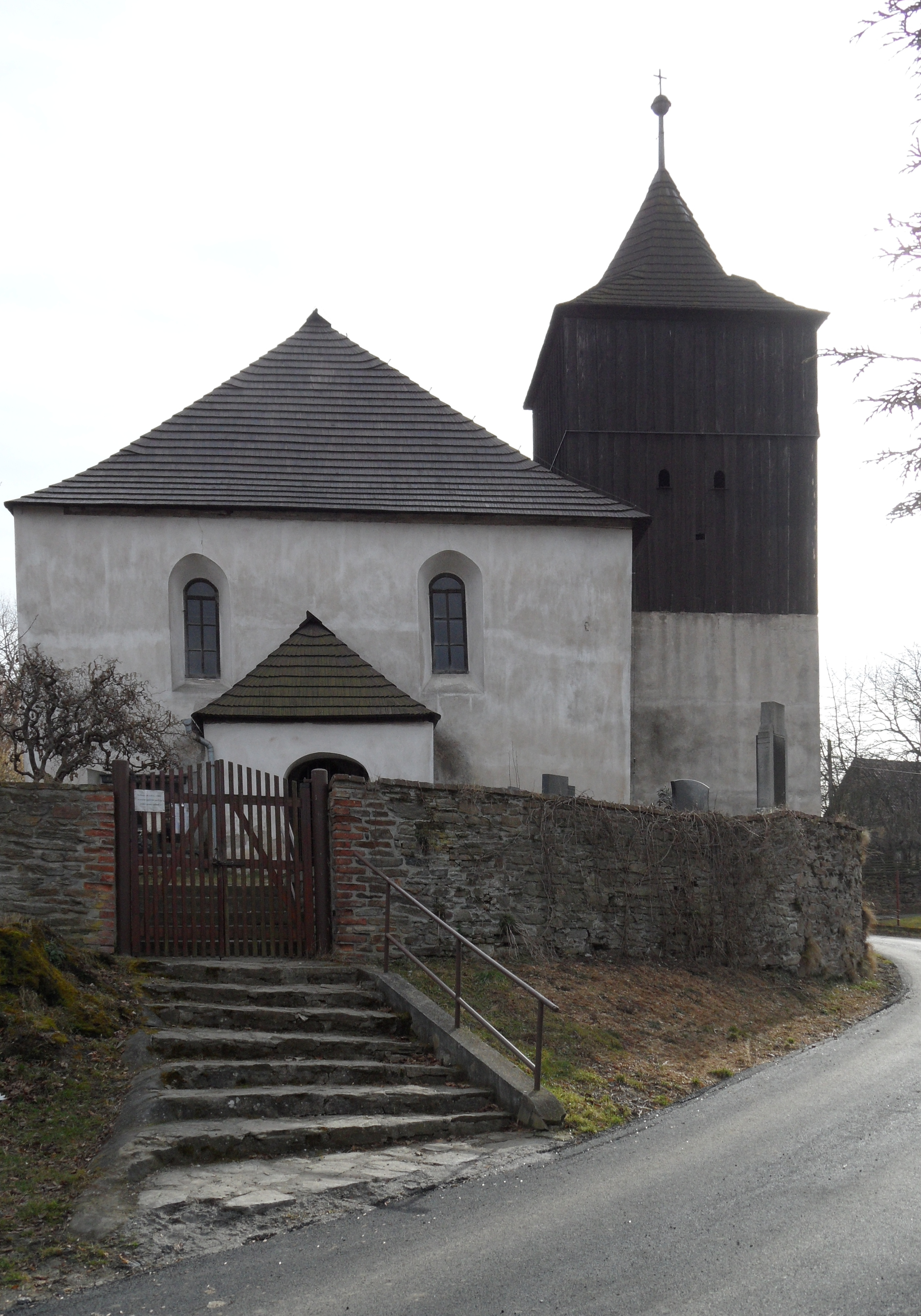
Kostel svatého Václava od severu
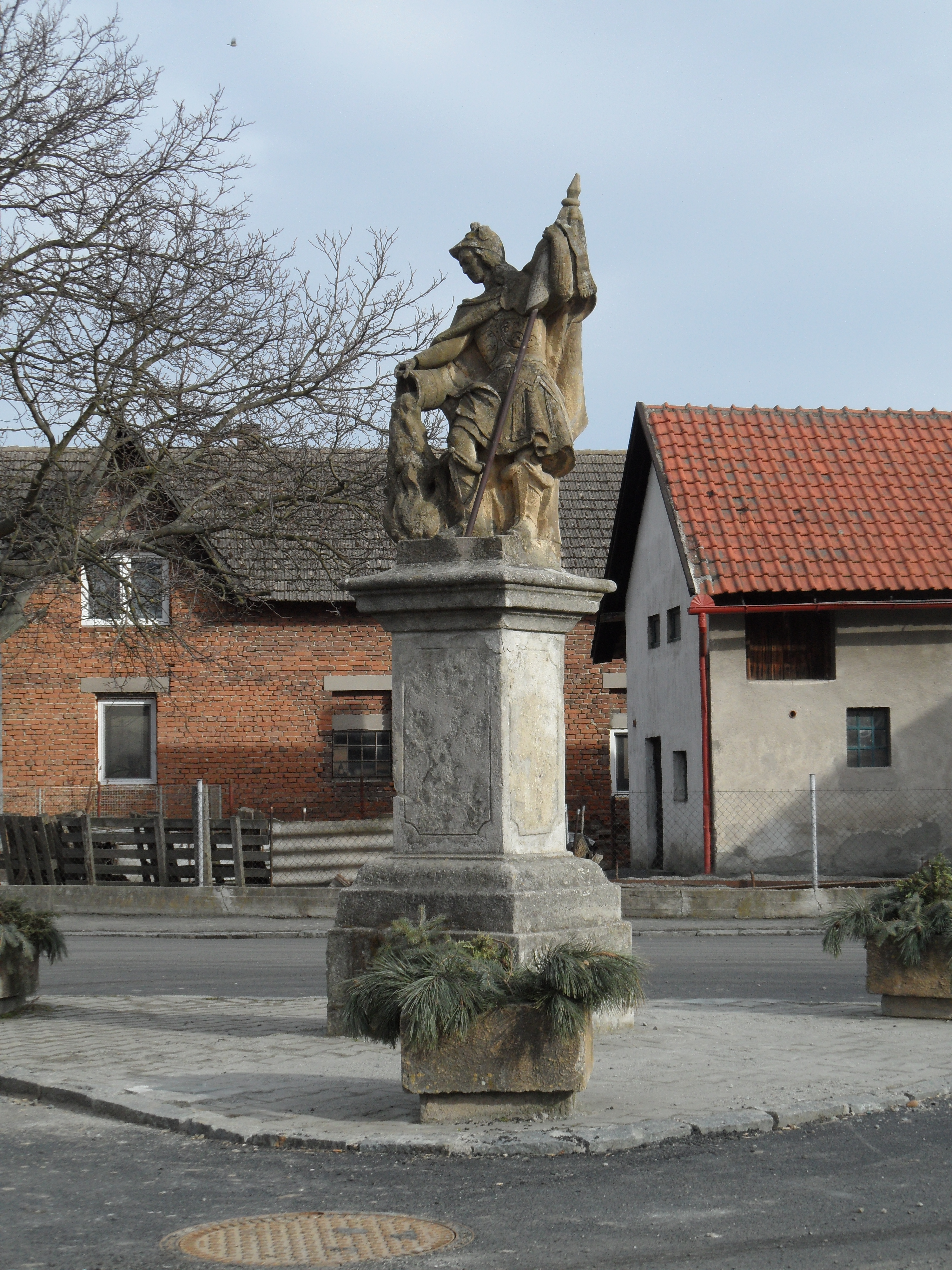
Socha svatého Floriána
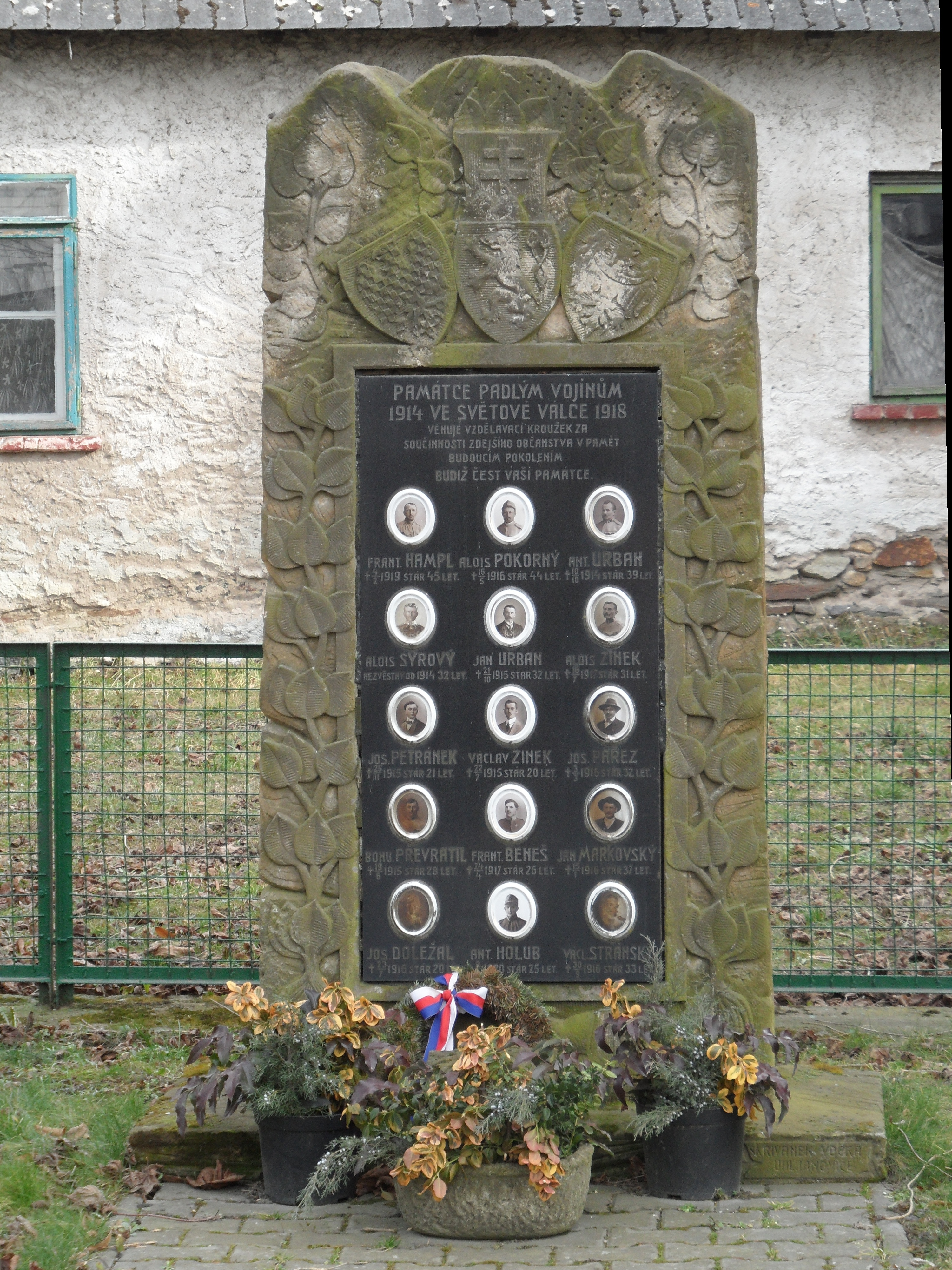
Detail památníku obětem první větové války
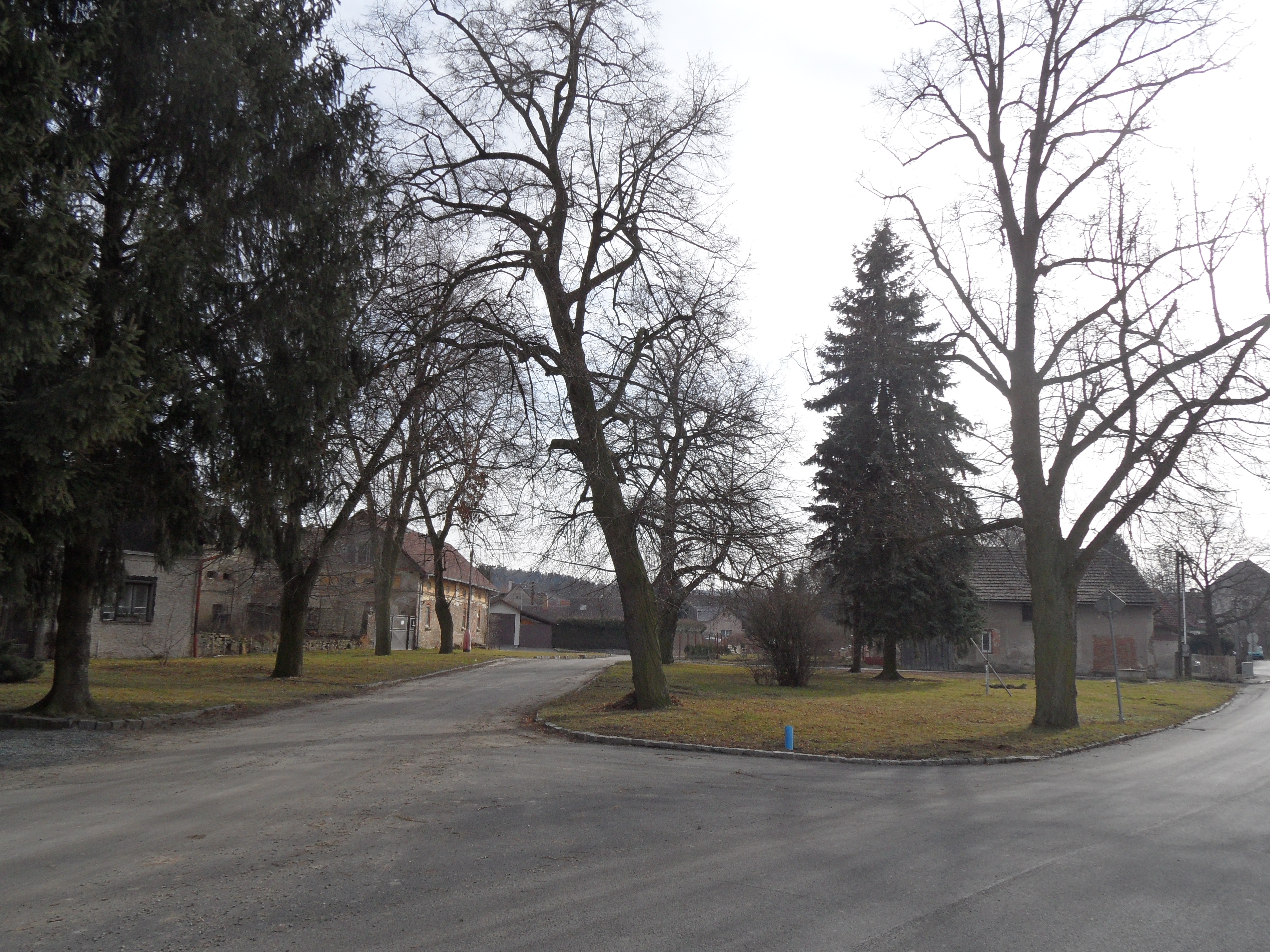
Severní část návsi
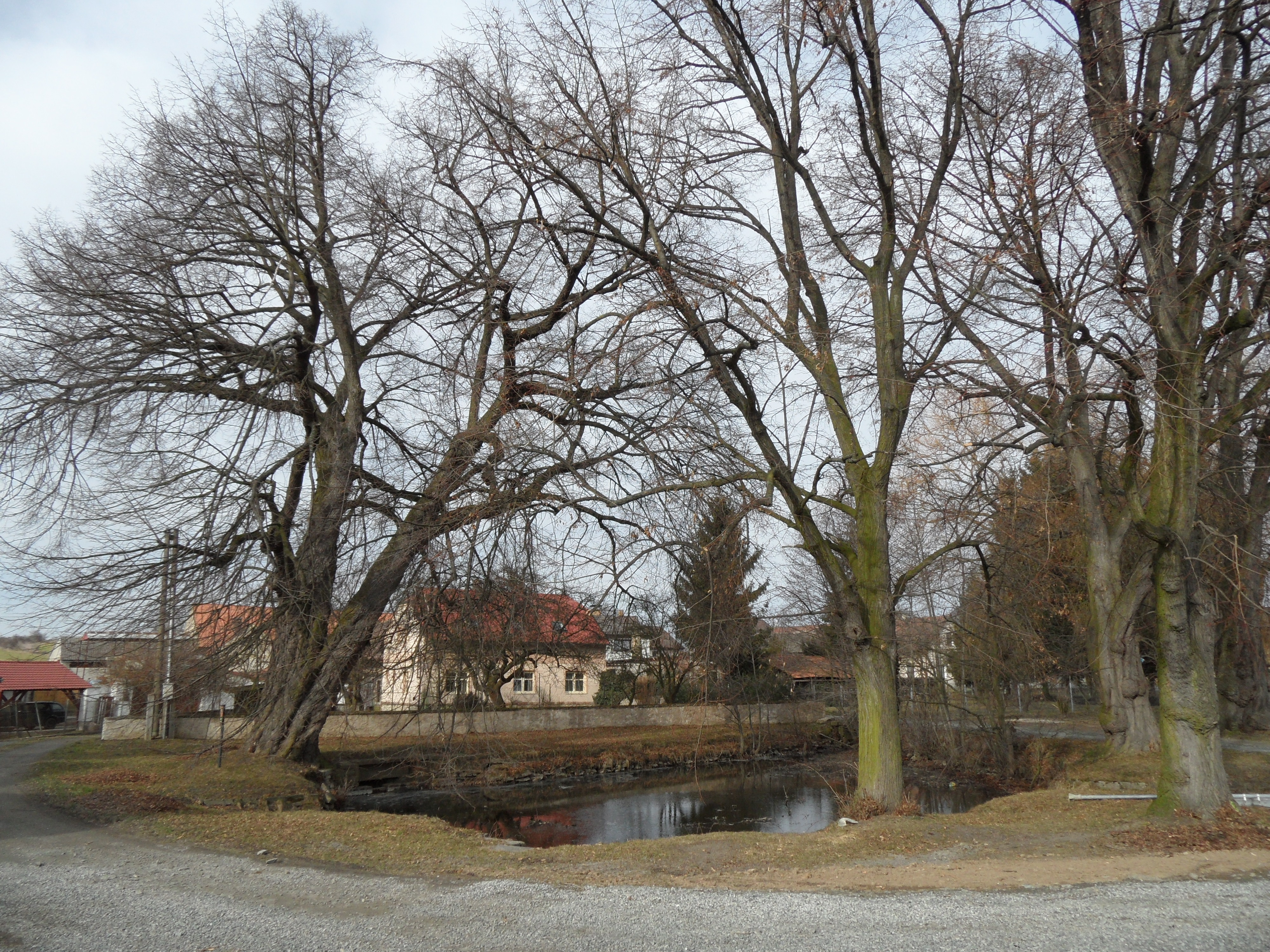
Rybníček s památnou lípou
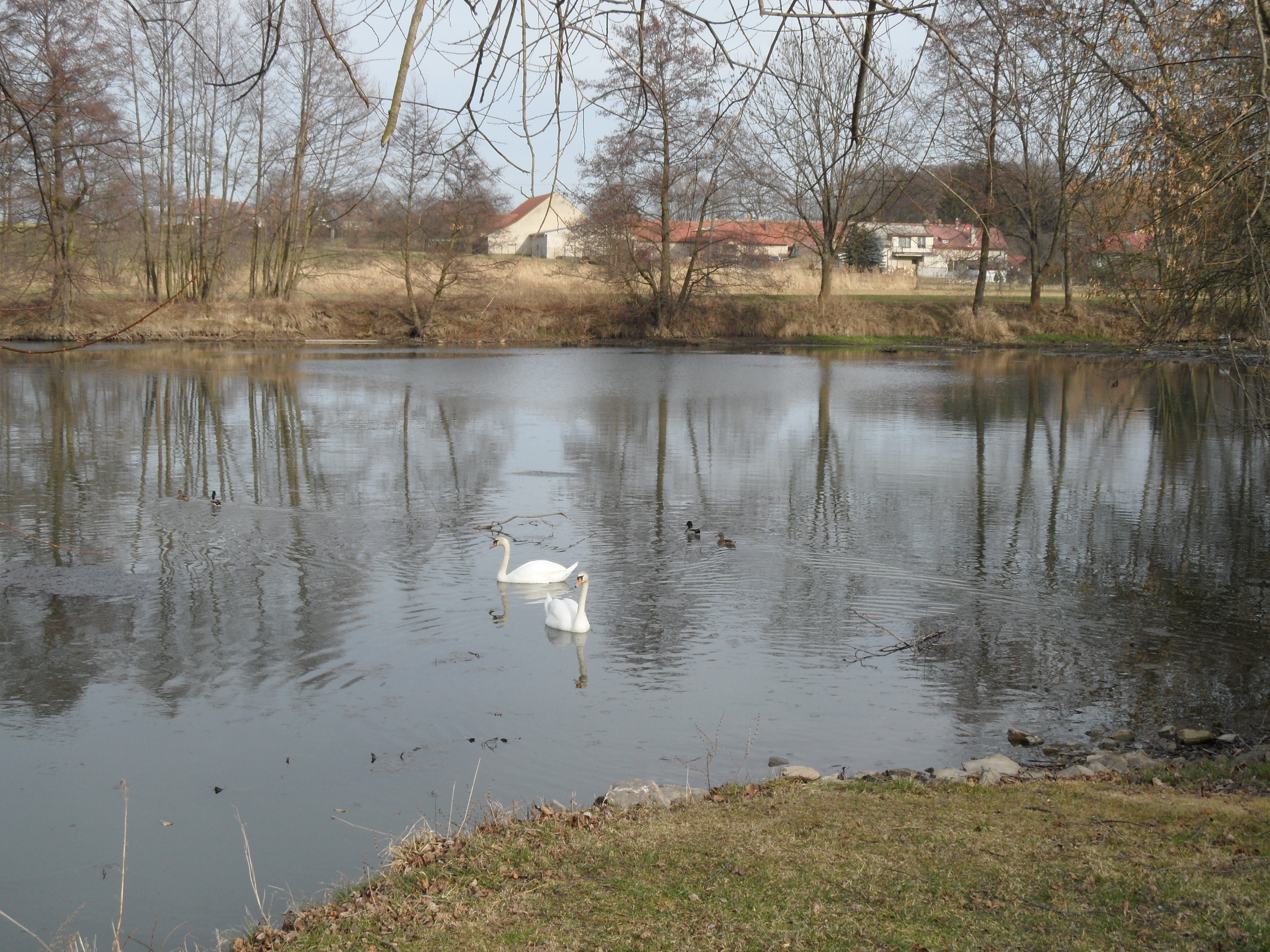
Rybník na západním okraji vesnice